# Саша Колін
Саша Колін (нар. 9 травня 1911, Париж, Франція — пом. 14 лютого 1981, Нью-Йорк, Сполучені Штати Америки) — американська художниця французького походження. Перш ніж оселитися в Сполучених Штатах, протягом декількох років жила в Австрії та деяких інших країнах.

## Життя і праця
Колін народилася в Парижі, у родині українських євреїв Юлія і Мальвіни Колінів. До того, як її батьки оселилися у Відні, вона провела своє раннє дитинство в Аргентині та Угорщині. До переїзду в Париж в 1933 році, де вона навчалася під керівництвом Аронсона Наума Левовича, Колін здобувала освіту у Віденській школі мистецтв і ремесел та в Академії образотворчих мистецтв. Її роботи виставлялися в Паризькому Салоні з 1934 по 1936 рік.
Будучи занепокоєною нацистськими переслідуваннями євреїв у сусідній Німеччині, сім'я Колінів емігрувала до Сполучених Штатів у 1936 році і оселилася в Нью-Йорку. Родина мала непогані статки і тому зупинялася в таких престижних резиденціях Мангеттену як «Ессекс Хауз» і «Еспланада». Незабаром Колін почала демонструвати своє мистецтво на різноманітних заходах, включаючи виставку в Рокфеллер-центрі та Всесвітню виставку 1940 року.
У 1970-ті роки, Колін, за допомогою посередників, брала активну участь у наданні музеям благодійних пожертвувань, поштовхом до яких став Закон про податкову реформу 1969 року. Вона вмовляла куратора музею надати їй лист про те, що музей хотів би додати її картину до своєї колекції. Потім одну зі своїх картин вона продавала зі знижкою якомусь заможному колекціонеру. Колекціонер, у свою чергу, дарував цю картину музею, отримавши податкове відрахування від ринкової вартості картини. Після смерті Колін декілька художників і колекціонерів були притягнуті до відповідальності за подібні афери.
Колін мала слабкість до дорогої їжі та модних брендів, тому коли продаж її робіт перестав бути стабільним, вона поринала в борги, позичаючи гроші, аби підживлювати свої звички, які обходилися їй в кругленьку суму, або ж обмінюючи свої картини на необхідні речі. Продовжуючи діяти у тому ж руслі, вона створила і роздала таку велику кількість картин, що ціна її робіт різко впала. В обмін за оренду кожної наступної розкішної квартири Колін віддавала домовласникам свої картини, і щонайменше одну з цих квартир вона разом зі своїми двома гігантськими псами, перетворила в убогий безлад.
Довгий час Колін товаришувала з художником Реєм Джонсоном та була однією з перших відвідувачів його заочної школи в Нью-Йорку.

## Творчість
Роботи Колін були представлені в багатьох місцях, серед яких нью-йоркська Всесвітня виставка, Бруклінський музей, Бостонський музей образотворчих мистецтв та Музей американського мистецтва Вітні, її праці можна знайти серед колекцій Смітсонівського музею американського мистецтва, Національного музею дизайну Купер-Г'юїт тощо. Вона створювала абстрактні картини та мінімалістичні скульптури.